# Kompleksy alkilidenowe
Kompleksy alkilidenowe, zwane dawniej karbenami lub kompleksami karbenowymi – związki metaloorganiczne, w których występuje podwójne wiązanie węgiel-metal (C=M). Większość kompleksów alkilidenowych jest nietrwała i reaktywna, chyba że są one stabilizowane ligandami rozbudowanymi przestrzennie.
Pierwsze tego rodzaju układy zostały otrzymane w 1964 r. przez E. O. Fishera:
Kompleksy alkilidenowe mają w pewnym sensie podobne właściwości do innych związków organicznych zawierających podwójne wiązania węgiel-inny pierwiastek – takie jak związki karbonylowe (aldehydy i ketony) lub ylidy fosforowe (R3P=CR2). Ulegają np. reakcjom podobnym do reakcji Wittiga, w których powstaje podwójne wiązanie węgiel-węgiel:
Kompleksy te powstają też jako produkt przejściowy w cyklach katalitycznych np. w reakcji metatezy olefin. Niektóre kompleksy alkilidenowe znalazły też zastosowanie jako katalizatory polimeryzacji cyklicznych olefin.

## Zobacz
- karbeny